# Kerberos (måne)
Kerberos (S/2011 P1 eller P4) är en av Plutos fem kända månar. Den upptäcktes med rymdteleskopet Hubble i juni 2011 av Pluto Companion Search Team.
Kerberos har beräknats vara högst 34 kilometer i diameter och ha en omloppstid runt Pluto på drygt 32 dygn.
Bilden som NASAs rymdsond New Horizons skickat visar att minimånen Kerberos består av två sammanfogade sfärer, vilket forskarna tror från början var två iskroppar som fastnat i varandra efter att de kolliderat.

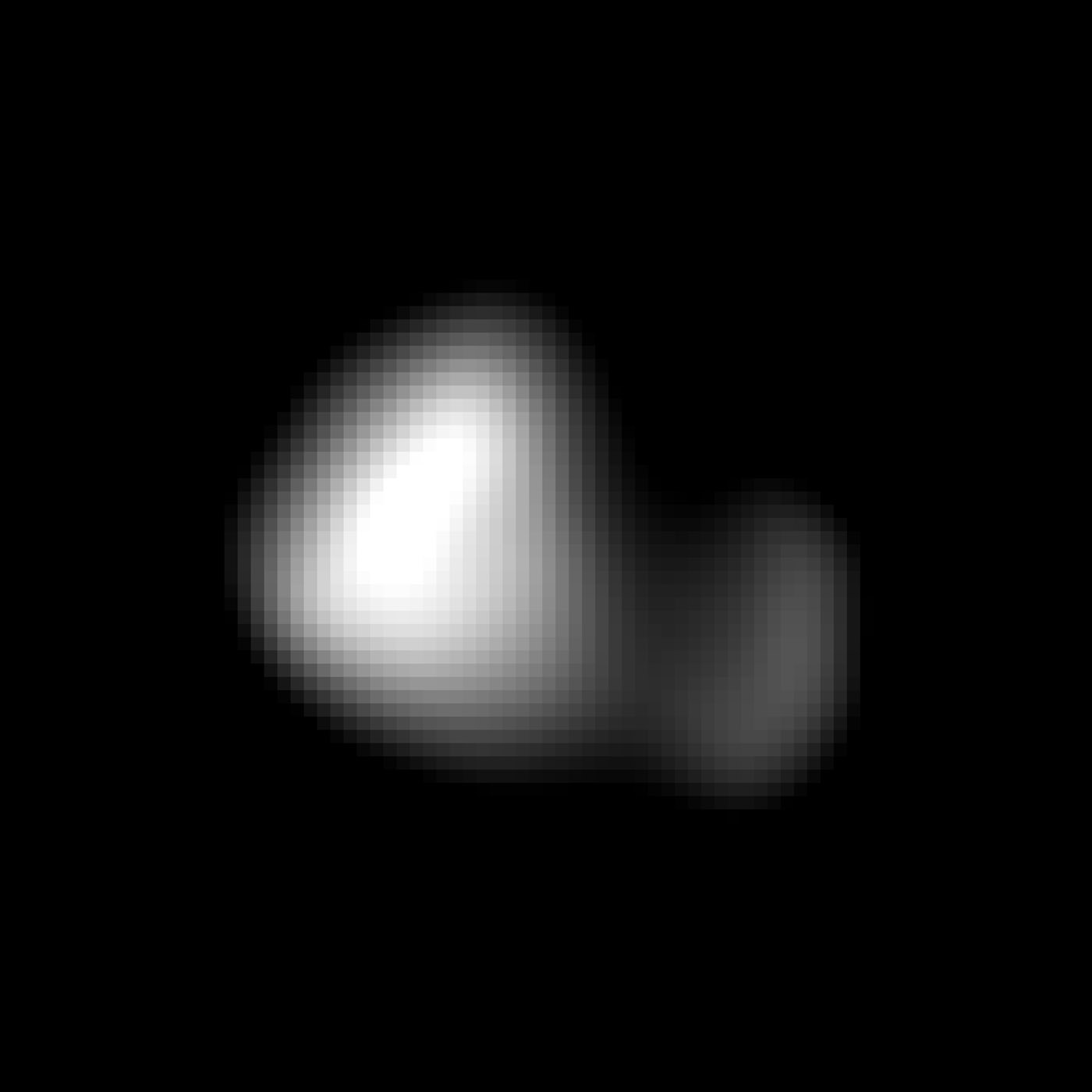
Kerberos fotograferad av New Horizons

## Namngivningen
Vid upptäckten erhöll satelliten småplanetsdesignationen S/2011 (134340) 1 eftersom det var den första satelliten (S) som upptäcktes i omlopp kring asteroid 134340, dvs. Pluto, 2011. Det fick också den inofficiella beteckningen "P4", som den fjärde månen kring Pluto.
Konventionen vid namngivning av plutonska månar är att namnet ska associera till guden Pluto i den romerska mytologin. För att bestämma namnen på P4 och P5 gjorde Mark Showalter och SETI-institutet en rådgörande internetomröstning 2013. Det var möjligt båda att rösta på givna namn, men också att föreslå egna. Efter kungörelsen föreslog William Shatner, som spelat Kapten Kirk i Star Trek namnen Vulcan och Romulus, med hänsyftning till Vulcanus, eldens gud och Plutos släkting, och Romulus mytomspunnen grundare av Rom, men också planeter i Star Treks universum.
Båda dessa namn var på olika sätt diskvalificerade men Vulcan vann ändå omröstningen, med den trehövdade hunden Cerberus på andra plats och den underjordiska floden Styx på tredje.
2 juli 2013 tillkännagav IAU att Kerberos och Styx hade godkänts som namn för P4 och P5.